# Samoloty (singel)
Samoloty – trzeci singel polskiego piosenkarza Ignacego Błażejowskiego z jego drugiego albumu studyjnego, zatytułowanego Central Park. Singel został wydany 16 maja 2023.
Kompozycja znalazła się na 17. miejscu listy OLiA, najczęściej odtwarzanych utworów w polskich rozgłośniach radiowych.

## Geneza utworu i historia wydania
Utwór napisali i skomponowali Ignacy Błażejowski, Julia Pośnik, Mattia Rosinski, Leon Krześniak i Elie Rosinski, którzy również odpowiadają za produkcję piosenki. Piosenkarz o singlu:

Na pewno był to intensywny rok i miałem wiele różnych ciekawych i nieciekawych doświadczeń. Z tych ciekawych to na pewno to, że moja piosenka trafiła do radia i że naprawdę była grana. To był dla mnie szok i nie spodziewałem się, że to wszystko tak się potoczy. To są letnie klimaty, letnie brzmienia i piosenka napisana właśnie z myślą o wakacjach, o podróżach samolotem.

Singel ukazał się w formacie digital download 16 maja 2023 w Polsce za pośrednictwem wytwórni płytowej Polydor Records w dystrybucji Universal Music Polska. Piosenka została umieszczona na drugim albumie studyjnym Ignacego Błażejowskiego – Central Park.

## „Samoloty” w stacjach radiowych
Nagranie było notowane na 17. miejscu w zestawieniu OLiA, najczęściej odtwarzanych utworów w polskich rozgłośniach radiowych.

## Teledysk
Do utworu powstał teledysk w reżyserii Michała Sierakowskiego, który udostępniono 17 maja 2023 za pośrednictwem serwisu YouTube.

## Lista utworów
- Digital download[3]

1. „Samoloty” – 2:34

## Notowania

### Pozycja na liście airplay
| Kraj   | Lista (2023)                   | Najwyższa pozycja |
| ------ | ------------------------------ | ----------------- |
| Polska | OLiS – oficjalna lista airplay | 17                |